# Priape de Rivery
Le Priape de Rivery est une statuette en bronze datant du Ier siècle, retrouvée à Rivery, dans le département de la Somme, à la limite est de la ville d'Amiens. Elle est conservée au musée de Picardie.

## Historique
Le Priape de Rivery a été mis au jour, en 1771, dans une sépulture garnie de céramiques et de verrerie. Il semble que cette tombe était celle d'un personnage important de l'époque. La statuette a été conservée à l'hôtel de ville d'Amiens jusque 1864. C'est aujourd'hui, l'une des pièces les plus anciennes du Musée de Picardie. Elle est datée du Ier siècle.

## Caractéristiques
La statuette en bronze mesure 18 cm de haut, 9,2 cm de long, 5,3 cm de large et repose sur un socle quadrangulaire. Elle représente un personnage en train de marcher, barbu, bouclé, vêtu d'un cucullus, manteau gaulois très court, sorte de pèlerine munie d'une capuche, porté aussi bien par les hommes que par les femmes. Il porte également une courte tunique laissant apparaître les cuisses et les jambes nues. Il est chaussé de caligae sorte de sandales à lanières à semelles de bois.
L'originalité de la statuette réside dans le fait qu'elle se compose de deux parties amovibles : la tête et le cucullus qui forme un couvercle recouvrant un phallus.
Il s'agit donc de Priape, divinité ithyphallique de l'Antiquité, dieu de la fertilité, de la fécondité protecteur des jardins, de la campagne dont le culte était très répandu dans le monde romain.
Ce qui est remarquable dans cet objet c'est sa qualité plastique et son originalité. Des traces de dorure ont été retrouvées sur la statuette.